# The Last Time (Rolling-Stones-Lied)
The Last Time ist ein Song der Rockband The Rolling Stones aus dem Jahr 1965.

## Geschichte
The Last Time wurde vom Duo Mick Jagger und Keith Richards geschrieben. Die Rolling Stones nahmen den Song am 11.–12. Januar 1965 in den RCA-Studios in Hollywood auf. Die damalige Besetzung der Stones war: Mick Jagger (Gesang), Keith Richards (verschiedene Gitarren, Begleitgesang), Brian Jones (Leadgitarre), Bill Wyman (Bass) und Charlie Watts (Schlagzeug). Als Produktionsassistent war Phil Spector an der Aufnahme beteiligt, Produzent war Andrew Loog Oldham, damals Manager der Stones.
Die Single mit der B-Seite Play with Fire wurde in Großbritannien am 26. Februar 1965 veröffentlicht und erreichte als dritte Single der Stones hintereinander (nach It’s All Over Now, veröffentlicht im Juni 1964, und Little Red Rooster, November 1964) Platz 1 der Charts. Es war der erste Jagger/Richards-Song, der von den Rolling Stones in Großbritannien als A-Seite einer Single veröffentlicht wurde.
In den USA kam die Single am 13. März 1965 auf den Markt und stieg bis auf Platz 9 der Billboard Hot 100. The Last Time befand sich auch auf dem Album Out of Our Heads, das am 30. Juli 1965 in den USA veröffentlicht wurde, während die gleichnamige britische Version des Albums (24. September 1965) den Titel nicht enthielt.
Zuvor hatte das Duo Jagger/Richards schon einige Erfolgstitel für andere Musiker geschrieben, etwa As Tears Go By für Marianne Faithfull (Juni 1964). Als Gruppenkomposition hatten die Stones auch bereits eigene Songs unter dem Pseudonym Nanker Phelge veröffentlicht, zum Beispiel Stoned (B-Seite der Single I Wanna Be Your Man, November 1963). Die erste Jagger/Richards-A-Seite überhaupt war Tell Me (You’re Coming Back), die im April 1964 in den USA erschienen war.
The Last Time ist inspiriert von dem traditionellen Gospelsong This May Be the Last Time, den unter anderem die Staple Singers 1954 und James Brown 1964 (Maybe the Last Time) aufgenommen hatten. Da der ursprüngliche Autor unbekannt war und die Stones eigene Elemente wie Melodie und Gitarrenriff hinzufügten, blieben Jagger/Richards als Autoren anerkannt.
Die Stones spielten The Last Time 1965 in verschiedenen Fernsehshows, darunter Top of the Pops und die Ed Sullivan Show. Bei ihren Tourneen der Jahre 1965–67 wurde der Song regelmäßig gespielt. Danach kam er erst 1997–98 wieder bei der Bridges to Babylon Tour auf die Setliste. Später spielten die Stones das Stück wieder 2012–13 auf ihrer 50 & Counting Tour.

## Lizenzstreit: Bitter Sweet Symphony
1966 veröffentlichte das Andrew Oldham Orchestra, ein Nebenprojekt des Stones-Managers Andrew Loog Oldham, das Album The Rolling Stones Songbook, auf dem Orchesterversionen bisheriger Stones-Hits zu hören waren, darunter The Last Time. 1997 verwendete die Band The Verve ein Sample aus der Aufnahme des Andrew Oldham Orchestra für ihren Hit Bitter Sweet Symphony (Platz 2 in Großbritannien); Autor war Richard Ashcroft, der Frontmann der Band.
The Verve hatte die Lizenz zur Nutzung des Samples von Decca Records, wo The Last Time in Großbritannien erschienen war. Allerdings hatte sich Allen Klein, den Oldham 1965 als Co-Manager der Stones gewonnen hatte, die Rechte an den Songs der Stones gesichert und machte diese 1997 gegenüber The Verve geltend. Daher musste The Verve die Rechte an Bitter Sweet Symphony an Mick Jagger und Keith Richards übertragen. Erst 2019, nach jahrelangem Rechtsstreit und zehn Jahre nach Kleins Tod, gaben Jagger und Richards die Veröffentlichungsrechte an Richard Ashcroft zurück.

## Rezeption
The Last Time avancierte zum Nummer-eins-Hit in Deutschland, Norwegen und dem Vereinigten Königreich. Quellenangaben zufolge verkaufte sich die Single über eine Million Mal.
| ChartsChartplatzierungen       | Höchstplatzierung | Wochen |
| ------------------------------ | ----------------- | ------ |
| Deutschland (GfK)              | 1 (20 Wo.)        | 20     |
| Österreich (Ö3)                | 7 (4 Wo.)         | 4      |
| Vereinigtes Königreich (OCC)   | 1 (13 Wo.)        | 13     |
| Vereinigte Staaten (Billboard) | 9 (10 Wo.)        | 10     |

## Coverversionen (Auswahl)
- 1966: The Challengers
- 1966: Candy & the Kisses
- 1967: The Who
- 1969: Smith
- 1978: Bobby Bare
- 1982: Peter Maffay
- 1997: The Tractors
- 2002: John Farnham
- 2014: Rudy Rotta

## Musikbeispiele
- The Rolling Stones: The Last Time (Official Lyric Video) auf YouTube
- The Rolling Stones: The Last Time (Live at The Ed Sullivan Show, 1965) auf YouTube
- The Who: The Last Time (UK Single Mix / Mono Version) auf YouTube
- The Staple Singers: This May Be the Last Time auf YouTube
- James Brown: This May Be the Last Time auf YouTube
- The Andrew Oldham Orchestra: The Last Time auf YouTube
- The Verve: Bitter Sweet Symphony auf YouTube
- The Last Time & Bitter Sweet Symphonie auf YouTube